# KMWB
Koordinaten: 19° 43′ 15″ N, 155° 55′ 16″ W
KMWB oder KMBW-FM (Branding: „ B97 “) ist ein US-amerikanischer kommerzieller Hörfunksender aus Captain Cook im US-Bundesstaat Hawaii. KMWB sendet auf der UKW-Frequenz 93,1 MHz. Das Sendeformat bezieht sich hauptsächlich auf Classic Rock. Eigentümer sowie Betreiber ist die New West Broadcasting Corp.